# 모쯔 (인공위성)
모쯔(중국어: 墨子, 병음: Mòzǐ, 영어: Micius)는 2016년 8월 15일에 발사된 중국의 인공위성이다. 세계 최초의 양자 통신 위성이다.

## 이름 유래
중국 춘추전국시대의 철학자이자 과학자인 묵자의 이름에서 따온 것이다. 묵자(모쯔)는 빛의 직진, 입자로 이뤄진 세상 등 현대 물리학의 기초라 할 수 있는 사실을 2400년 전에 언급한 과학자여서 그의 이름을 따왔다.

## 개발자
중국 정부의 지원으로 유럽에서 양자광학기술 박사학위를 취득한 판젠웨이 교수의 연구그룹이 개발하였다. 판 교수 연구그룹은 2017년에 베이징에서 상하이까지 2000km에 달하는 양자암호통신망을 개통한 이력이 있다.

## 발사 과정,결과
2016년 8월 16일 중국 간쑤성 주취안시 위성발사센터에서 창정 2D 로켓에 실려 모쯔호가 발사됐다. 지상에서 레이저를 통해 위성으로 보낸 양자정보를 다른 지상기지국으로 보내는 방식으로 운용되었다. 지상에서 500㎞ 떨어진 우주궤도에 안착한 후 2년간 운행됐다. 무게는 약 600kg이며, 90분마다 한번씩 지구를 한바퀴 돌았다. 1200㎞ 떨어진 베이징 지상국과 통신에 성공했으며 통신 거리와 시간은 점차 늘어났다. 2018년 1월에는 중국 허베이성 싱룽 기지국과 오스트리아 빈 그라츠 지상국 사이 7600㎞를 모쯔호로 연결해 75분간 화상회의를 진행하는데 성공했다.

## 정보

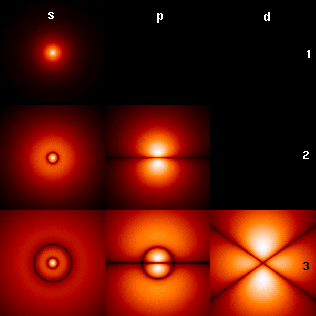
양자

우주 위성에서는 지상국지 광섬유를 설치하기 어렵기 때문에 과학자들은 양자 순간이동에 주목한다. 양자 순간이동은 광자의 양자 얽힘(entangle) 상태를 이용해 양자정보를 한 곳에서 사라지게 하고, 동시에 다른 곳에서 나타나게 하는 전송법이다. 모쯔호를 활용해 양자 최장거리 순간이동 기록을 갱신했다.